# النقل الأسرع من الصوت الهادئ إس أيه أي
كان النقل الأسرع من الصوت إس أيه أي SAI Quiet Supersonic Transport ( QSST ) مشروعًا من قبل Supersonic Aerospace International (SAI) لتطوير طائرة تجارية نفاثة تجارية أسرع من الصوت "بلا منافس فعليًا". تم الإعلان عن المشروع حوالي عام 2000 وقدمت إعلانات التحديث حتى عام 2010. بعد ثلاث سنوات دون أي تحديثات ، كان آخر تحديث في عام 2013. اعتبارًا من عام 2023 ، لم يكن هناك المزيد من التحديثات ، ويبدو أن المشروع قد تم التخلي عنه.

## التصميم والتطوير
بدأت شركة لوكهيد مارتن في تطوير المشروع QSST في مايو 2001 بموجب عقد بقيمة 25 مليون دولار من شركة إس أيه أي SAI. مصممة للرحلات والطيران على ارتفاع 60.000 قدم (18288 مترًا) بسرعة بين 1.6 إلى 1.8 ماخ (حوالي 1،218 إلى 1،370 ميلًا في الساعة ، أو من 1920 إلى 2،204 كيلومترات في الساعة) بمدى 4600 ميل (حوالي 7402 كم) . تم تصميم الطائرة ذات الجناحين دلتا والمحركين لتعدي سرعة الصوت بنسبة 1٪ فقط بالمقارنة بسرعة كونكورد .
دعت شركة إس أيه أي عروض محركات من جنرال إلكتريك وبرات آند ويتني ورولز رويس. على أن يولد كل محرك من المحركين 33000 رطل (حوالي 14.968 كجم) من قوة الدفع ، وهذا ما تتطلبه محركات طائرات متوسطة الحجم. كان من المتوقع أن يكون سعر الطائرة الواحدة حوالي 80 مليون دولار. كان الجهاز قد خطط لاختيار محرك بمجرد تشكيل اتحاد دولي لتصنيع الطائرة ، لتحقيق أول رحلة في عام 2017 ، والبدء في تسليم العملاء بحلول عام 2018.
يتم تحقيق الانخفاض في الطاقة الصوتية عن طريق زيادة نسبة الطول إلى جناحيها ، باستخدام الخنادق ، والتأكد من أن موجات الضغط الفردية الناتجة عن كل جزء من هيكل الطائرة تعزز بعضها البعض بشكل أقل إلى حد كبير ، مما ينتج عنه قعقعة خفيفة على الأرض بدون طفرة صوتية مرفوضة مثل الطائرات التقليدية الأسرع من الصوت.

## الطيران الأسرع من الصوت العالمية
كانت شركة الطيران الأسرع من الصوت العلمية Supersonic Aerospace International، LLC ( SAI ) شركة طيران أمريكية. بدأ الشركة في عام 2001 من قبل مايكل بولسون ، نجل مؤسس شركة غولف ستريم إيروسبيس "ألين بولسون" . كانت تعمل على بناء الطائرة QSST على الرغم من عدم وجود أنباء عن المشروع منذ أن توقف موقع الشركة على الإنترنت في عام 2010.

## أنظر أيضا
- بووم أوفرتشر

طائرات شبيهة من حيث الدور والقدرة والعصر
- توبوليف
- ايريون AS2
- سوخوي غلف ستريم اس-21

قوائم ذات صلة
- قائمة الطائرات المدنية

Aircraft of comparable role, configuration, and era
- توبوليف
- ايريون AS2
- سوخوي غلف ستريم اس-21

Related lists
- قائمة الطائرات المدنية

## روابط خارجية
- الموقع الرسمي
- Popular Science: All Sonic, No Boom", by Eric Hagerman Posted 03.01.2007